# Tirúa
Tirúa is een gemeente in de Chileense provincie Arauco in de regio Biobío. Tirúa telde 10.417 inwoners in 2017 en heeft een oppervlakte van 624 km². Ten westen hiervan ligt het eiland Mocha dat bekend werd van de potvis Mocha Dick die als albino model stond voor het verhaal van Moby-Dick de witte walvis van Herman Melville.